# Ryan Strome
Ryan Edward Strome (* 11. Juli 1993 in Mississauga, Ontario) ist ein kanadischer Eishockeyspieler, der seit Juli 2022 bei den Anaheim Ducks in der National Hockey League unter Vertrag steht. Zuvor war der Center in der NHL bereits für die New York Islanders, Edmonton Oilers und New York Rangers aktiv. Seine Brüder Dylan und Matthew Strome sind ebenfalls professionelle Eishockeyspieler.

## Karriere

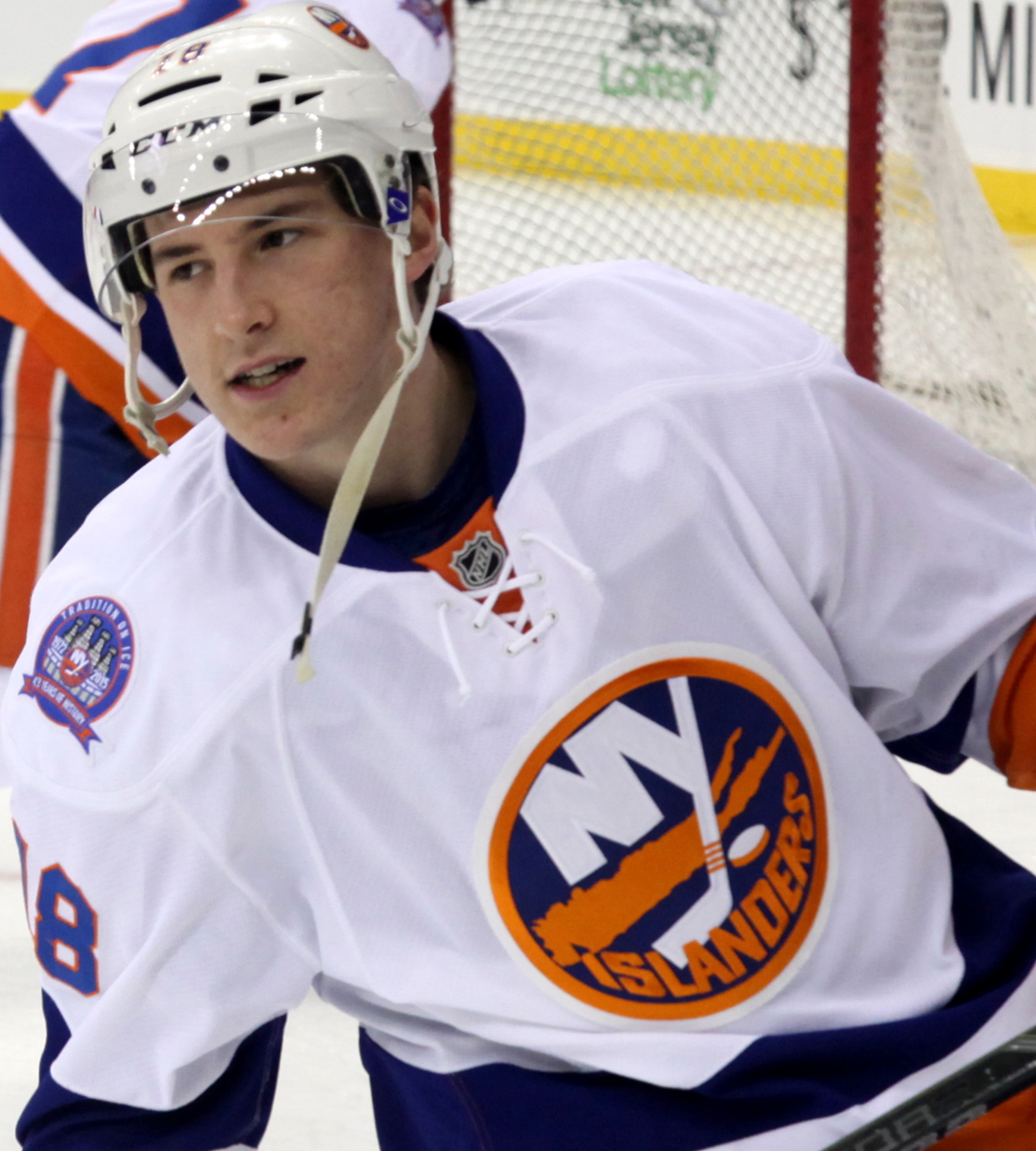
Strome im Trikot der Islanders (2015)

Strome wurde 2009 bei der OHL Priority Selection an achter Stelle von den Barrie Colts ausgewählt, für die er in der ersten Hälfte der Saison 2009/10 in der Ontario Hockey League aufs Eis ging. Anfang 2010 wechselte er als Teil eines Transfers, bei dem die Colts NHL-Verteidiger Alex Pietrangelo verpflichteten, zu den Niagara IceDogs. In der Saison 2010/11 wurde er mit 106 Punkten aus 65 Spielen drittbester Scorer der OHL, obwohl er aufgrund einer Verletzung einige Spiele verpasste. Nach der Niederlage der IceDogs im Playoff-Finale der Eastern Conference wurde Strome für das Second All-Star-Team der OHL nominiert.
Beim NHL Entry Draft 2011 wurde Strome an fünfter Stelle von den New York Islanders gedraftet. In der Vorbereitung zur Saison 2013/14 stand Strome erstmals im erweiterten Kreis des NHL-Kaders, wurde jedoch an die Bridgeport Sound Tigers, das Farmteam in der American Hockey League, abgegeben. Mitte der Saison wurde er allerdings ins NHL-Aufgebot berufen und absolvierte in der Folge je 37 Spiele in der AHL und in der NHL. Mit Beginn der Saison 2014/15 gehörte er für die folgenden drei Spielzeiten fest zum Kader der Islanders, ehe er im Juni 2017 im Tausch für Jordan Eberle an die Edmonton Oilers abgegeben.
Bei den Kanadiern absolvierte der Stürmer seine – an Punkten gemessen – beste Saison seit dem Spieljahr 2014/15. Allerdings verpasste die aufstrebende Mannschaft die Playoffs, und nachdem Strome im ersten Saisonviertel nur zwei Scorerpunkte erzielt hatte, wurde er im November 2018 im Tausch für Ryan Spooner zu den New York Rangers transferiert. Dort erreichte er in der Spielzeit 2019/20 mit 59 Scorerpunkten seine bisher mit Abstand beste persönliche Statistik, während er zugleich mit 41 Assists zum zweitbesten Vorbereiter seines Teams nach Artemi Panarin wurde. Anschließend unterzeichnete er im November 2020 einen neuen Zweijahresvertrag in New York, der ihm ein durchschnittliches Jahresgehalt von 4,5 Millionen US-Dollar einbringen soll.
Nach Erfüllung dessen wechselte er im Juli 2022 als Free Agent zu den Anaheim Ducks, die ihn mit einem Fünfjahresvertrag ausstatteten, der ihm ein durchschnittliches Jahresgehalt von fünf Millionen US-Dollar einbringen soll.

## Erfolge und Auszeichnungen
- 2011 CHL Top Prospects Game
- 2011 OHL Second All-Star-Team
- 2012 OHL-Spieler des Monats November
- 2014 AHL All-Star Classic
- 2014 AHL All-Rookie Team

### International
- 2010 Silbermedaille bei der World U-17 Hockey Challenge
- 2012 Bronzemedaille bei der U20-Junioren-Weltmeisterschaft

## Karrierestatistik
Stand: Ende der Saison 2024/25

### International
Vertrat Kanada bei:
- World U-17 Hockey Challenge 2010
- U20-Junioren-Weltmeisterschaft 2012
- U20-Junioren-Weltmeisterschaft 2013

(Legende zur Spielerstatistik: Sp oder GP = absolvierte Spiele; T oder G = erzielte Tore; V oder A = erzielte Assists; Pkt oder Pts = erzielte Scorerpunkte; SM oder PIM = erhaltene Strafminuten; +/− = Plus/Minus-Bilanz; PP = erzielte Überzahltore; SH = erzielte Unterzahltore; GW = erzielte Siegtore; 1 Play-downs/Relegation; Kursiv: Statistik nicht vollständig)